# Xã Green, Michigan
Xã Green (tiếng Anh: Green Township) là một xã thuộc quận Alpena, tiểu bang Michigan, Hoa Kỳ. Năm 2010, dân số của xã này là 1.228 người.